# Rinorea riana
Rinorea riana är en violväxtart som först beskrevs av Dc. och Gingins, och fick sitt nu gällande namn av Carl Ernst Otto Kuntze. Rinorea riana ingår i släktet Rinorea och familjen violväxter. Inga underarter finns listade i Catalogue of Life.